# Црнокрести мангаби
Црнокрести мангаби (лат. Lophocebus aterrimus) је врста примата (Primates) из породице мајмуна Старог света (Cercopithecidae). 

## Распрострањење
Врста има станиште у Анголи и ДР Конгу.

## Станиште
Црнокрести мангаби има станиште на копну.

## Подврсте
Постоје две подврсте црнокрестог мангабија:

## Угроженост
Ова врста је на нижем степену опасности од изумирања, и сматра се скоро угроженим таксоном.

### Популациони тренд
Популација ове врсте се смањује, судећи по расположивим подацима.